# ノルズリ、スズリ、アウストリ、ヴェストリ
ノルズリ（古ノルド語: Norðri）、スズリ（古ノルド語: Suðri）、アウストリ（古ノルド語: Austri）、ヴェストリ（古ノルド語: Vestri）（それぞれ、「北」、「南」、「東」、「西」の意）は、北欧神話に登場する小人の名である。4人はそれぞれが、4つの方位を1つずつ支えていた。
『スノッリのエッダ』第一部『ギュルヴィたぶらかし』第8章によると、オーディンとその兄弟が巨人の王ユミルを殺し、その巨大な頭蓋骨で天を創った際に、4人は一緒にその天蓋を支えることを命じられた。
彼らの名は、『古エッダ』の『巫女の予言』において、最初に生まれた小人のモートソグニル、ドゥリンによって土から作られたたくさんの小人達の中にも挙がっている。
また、アイスランドのやっかい詩人ハルフレズが作った詩では、「妖精ノルズリがやからの支える重荷」という表現が「天」のケニングとして使われている。